# Вариационное исчисление
Вариацио́нное исчисле́ние — раздел анализа, в котором изучаются вариации функционалов. Наиболее типичная задача — найти функцию, на которой заданный функционал достигает экстремального значения.
Методы вариационного исчисления широко применяются в различных областях математики. Например, в дифференциальной геометрии с их помощью ищут геодезические линии и минимальные поверхности. В физике вариационный метод — один из мощнейших инструментов получения уравнений движения (см. например Принцип наименьшего действия), как для дискретных, так и для распределённых систем, в том числе и для физических полей. Методы вариационного исчисления применимы и в статике (см. Вариационные принципы).

## Термины и определения
Важнейшими понятиями вариационного исчисления являются следующие:
- вариация (первая вариация),
- вариационная производная (первая вариационная производная),
- кроме первой вариации и первой вариационной производной, рассматриваются и вариации и вариационные производные второго и высших порядков.

Никак не связана с вариационным вычислением совпадающая по названию вариация функции в анализе.
Термин варьирование (варьировать) — применяется в вариационном исчислении для обозначения нахождения вариации или вариационной производной (это аналог термина дифференцирование для случая бесконечномерного аргумента, являющегося предметом вариационного исчисления). Также нередко для краткости (особенно в приложениях) термин варьирование применяется для обозначения решения вариационной задачи, сводимой к нахождению вариационной производной и приравнивания её нулю.
Вариационная задача означает, как правило, нахождение функции (в рамках вариационного исчисления — уравнения на функцию), удовлетворяющей условию стационарности некоторого заданного функционала, то есть такой функции, (бесконечно малые) возмущения которой не вызывают изменения функционала по крайней мере в первом порядке малости. Также вариационной задачей называют тесно связанную с этим задачу нахождения функции (уравнения на функцию), на которой данный функционал достигает локального экстремума (во многом эта задача сводится к первой, иногда практически полностью). Обычно при таком употреблении терминов подразумевается, что задача решается методами вариационного исчисления.
Типичными примерами вариационной задачи являются изопериметрические задачи в геометрии и механике; в физике — задача нахождения уравнений поля из заданного вида действия для этого поля.

## История
Ещё в античные времена появились первые вариационные проблемы, относящиеся к категории изопериметрических задач — например, задача Дидоны. Древнегреческим математикам уже было известно:
1. Из всех фигур с заданным периметром наибольшую площадь имеет круг.
2. Из всех многоугольников с заданным числом сторон и заданным периметром наибольшую площадь имеет правильный многоугольник.
3. Из всех тел с заданной площадью поверхности наибольший объём имеет шар. Аналогичную задачу для шаровых сегментов решил Архимед, а Зенодор во II веке до н. э. написал книгу «Об изопериметрических фигурах» (сохранились обширные цитаты из неё в трудах других авторов).

Первый вариационный принцип сформулировал для траекторий отражённых световых лучей Герон Александрийский в работе «Катоптрика» (I век н. э.).
В средневековой Европе изопериметрическими задачами занимались И. Сакробоско (XIII век) и Т. Брадвардин (XIV век). После разработки анализа появились новые типы вариационных задач, в основном механического характера. Ньютон в «Математических началах натуральной философии» (1687) решает задачу: найти форму тела вращения, обеспечивающую наименьшее сопротивление при движении в газе или жидкости (при заданных размерах). Важной исторической задачей, давшей толчок к развитию современного варианта вариационного исчисления, стала задача о брахистохроне (1696). Её быстрое решение сразу несколькими математиками показало огромные возможности новых методов. Среди других задач стоит отметить определение формы цепной линии (то есть формы равновесия тяжёлой однородной нити, 1690 год). Общих методов решения вариационных задач в этот период ещё не существовало, каждая задача решалась с помощью остроумных (и не всегда безупречных) геометрических рассуждений.
Пьер Ферма сформулировал основной принцип геометрической оптики, в силу которого свет в неоднородной среде выбирает путь, занимающий наименьшее время. В 1746 году Мопертюи обобщил это правило, введя в науку первый принцип наименьшего действия.
Решающий вклад в развитие вариационного исчисления внесли Леонард Эйлер и Жозеф Лагранж. Эйлеру принадлежит первое систематическое изложение вариационного исчисления и сам термин (1766 год). Лагранж независимо получил (с 1755 года) многие основополагающие результаты и ввёл понятие вариации.
На этом этапе были выведены уравнения Эйлера — Лагранжа. Они представляют собой необходимое условие экстремума, ставшее аналитическим фундаментом вариационных методов. Вскоре, однако, выяснилось, что решения этих уравнений не во всех случаях дают реальный экстремум, и встала задача найти достаточные условия, гарантирующие экстремум. Первое глубокое исследование (второй вариации) предпринял Лежандр, однако Лагранж обнаружил в его работе ошибку. Результаты Лежандра уточнил и дополнил Якоби (1837), затем его ученик Гессе (1857) и позднее Вейерштрасс. Сейчас эти достаточные условия называются уравнениями Якоби.

## Неформальное обсуждение
Содержанием вариационного исчисления является обобщение понятия дифференциала и производной функции конечномерного векторного аргумента на случай функционала — функции, областью определения которой служит некое множество или пространство функций, а значения лежат в множестве вещественных, либо комплексных чисел.
- Всюду ниже в этом параграфе подразумевается, что функции и функционалы обладают необходимой гладкостью, то есть вопрос существования тех или иных производных специально не рассматривается, тем более что во многих конкретных задачах этот вопрос не имеет практического значения (нужная гладкость заведомо есть).

Функционал {\displaystyle \Phi [f]} ставит в соответствие каждой конкретной функции {\displaystyle f} из его области определения — определённое число.
Нетрудно написать для функционала аналоги дифференциала и производной по направлению.

### Вариация
Аналогом дифференциала (первого дифференциала) является в вариационном исчислении вариация (первая вариация):
{\displaystyle \delta \Phi =\Phi [f+\delta f]-\Phi [f]}
(как и в случае дифференциала имеется в виду линейная часть этого приращения, а выражаясь традиционным образом — {\displaystyle \delta f} выбирается бесконечно малой, и при вычислении разности отбрасываются бесконечно малые высших порядков). При этом {\displaystyle \delta f} — играющее роль дифференциала или малого приращения независимой переменной — называется вариацией {\displaystyle f}.
Как видим, {\displaystyle \delta \Phi } сама в свою очередь является функционалом, так как она, вообще говоря, различна для разных {\displaystyle f} (также и для разных {\displaystyle \delta f}).
Таким образом, это — в применении к функционалам — прямой аналог дифференциала функции конечномерного (в том числе одномерного) аргумента:
{\displaystyle dy=y(x+dx)-y(x)}
— точно так же понимаемого как линейная часть приращения функции {\displaystyle y} при бесконечно малом приращении аргумента {\displaystyle x} (или линейный член при разложении {\displaystyle y} по степеням {\displaystyle dx} вблизи точки {\displaystyle x}).
- Для функционала {\displaystyle \Phi [f]=\cos(f(1))} вещественной функции вещественного аргумента — для любой {\displaystyle f} и {\displaystyle \delta f} будет верным {\displaystyle \delta \Phi =-\sin(f(1))}.
- Для функционала {\displaystyle \Phi [f]=\cos(f(1))+\sin(f(6))} вещественной функции вещественного аргумента — для любой {\displaystyle f} и {\displaystyle \delta f} будет верным {\displaystyle \delta \Phi =-\sin(f(1))+\cos(f(6))}.
- Для функционала {\displaystyle \Phi [f]=\int \limits _{1}^{2}f(x)\,dx} вещественной функции вещественного аргумента — для любой {\displaystyle f} и {\displaystyle \delta f} будет верным {\displaystyle \delta \Phi =\int \limits _{1}^{2}(f(x)+\delta f(x))\,dx-\int \limits _{1}^{2}f(x)\,dx=\int \limits _{1}^{2}\delta f(x)\,dx}.

### Производная по направлению
(Производная Гато)
Производной функционала {\displaystyle \Phi } в точке {\displaystyle f} по направлению {\displaystyle g}, очевидно, будет
{\displaystyle {\frac {d\Phi [f+\alpha g]}{d\alpha }}{\bigg |}_{\alpha =0}.}
Этого в принципе уже достаточно для решения типичной вариационной задачи — нахождения «стационарных точек», то есть таких функций {\displaystyle f}, для которых первая вариация или производная по направлению обращается в ноль для любой бесконечно малой {\displaystyle \delta f} или любой конечной {\displaystyle g}. Именно эти «точки» в пространстве функций — то есть именно такие функции — являются кандидатами в экстремали (проверку того, действительно ли они являются экстремалями, то есть достигается ли на них локальный экстремум, надо делать отдельно, как и в случае функций конечномерного аргумента; интересно, что во многих задачах физики важнее найти не экстремали, а именно стационарные точки). В некоторых источниках встречается терминология, где экстремалями называются все стационарные точки функционала, а тип экстремали затем выясняется. Анализ стационарных точек основан на исследовании знака второй производной по направлению.
(Здесь не вводится специальных обозначений для производной по направлению.)
- Производная функционала {\displaystyle \Phi [f]=f(0)} в точке {\displaystyle f=\cos } по направлению {\displaystyle g=\cos } равна {\displaystyle {\frac {d(\cos(0)+\alpha \cos(0))}{d\alpha }}=1}.
- Производная функционала {\displaystyle \Phi [f]=f(0)} в точке {\displaystyle f=\cos } по направлению {\displaystyle g=\sin } равна {\displaystyle {\frac {d(\cos(0)+\alpha \sin(0))}{d\alpha }}=0}.
- Производная функционала {\displaystyle \Phi [f]=\int \limits _{0}^{2\pi }\cos(x)f(x)\,dx} в точке {\displaystyle f=\cos } по направлению {\displaystyle g=\cos } равна {\displaystyle {\frac {d}{d\alpha }}\left((1+\alpha )\int \limits _{0}^{2\pi }\cos ^{2}x\,dx)\right)=\pi }.
- Производная функционала {\displaystyle \Phi [f]=\int \limits _{0}^{2\pi }\cos(x)f(x)\,dx} в точке {\displaystyle f=\cos } по направлению {\displaystyle g=\sin } равна {\displaystyle {\frac {d}{d\alpha }}\left(\alpha \int \limits _{0}^{2\pi }\sin x\cos x\,dx\right)={\frac {d0}{d\alpha }}=0}.

### Вариационная производная
Для интегральных функционалов, которые являются очень важным для математики и приложений случаем, можно ввести не только аналог дифференциала и производную по направлению, но и производную Фреше — аналог конечномерного градиента, называемую вариационной производной.
То есть, в полной аналогии с конечномерным случаем, когда
{\displaystyle dy={\big (}{\vec {\nabla }}y,\;d{\vec {x}}{\big )}=\left({\frac {dy}{d{\vec {x}}}},\;d{\vec {x}}\right)=\sum _{i}\partial _{i}y\,dx_{i}},
где {\displaystyle {\vec {\nabla }}y} — обозначение градиента (или производной Фреше) функции {\displaystyle y}, а {\displaystyle (\;,\;)} — скалярное произведение; {\displaystyle \partial _{i}} — оператор частной производной по {\displaystyle i}-той координате, сумма представляет собой полный дифференциал.
Для функционала имеем
{\displaystyle \delta \Phi =\left({\frac {\delta \Phi }{\delta f}},\;\delta f\right)=\int {\frac {\delta \Phi }{\delta f}}(x)\delta f(x)\,dx},
где {\displaystyle {\frac {\delta \Phi }{\delta f}}} — обозначение вариационной производной {\displaystyle \Phi }, а суммирование конечномерной формулы естественно заменено интегрированием.
Итак,
{\displaystyle {\frac {\delta \Phi }{\delta f}}} — стандартное обозначение вариационной производной. Это также некая функция как от {\displaystyle x}, так и {\displaystyle f} (вообще говоря, это обобщённая функция, но эта оговорка выходит за рамки рассмотрения, так как предполагается, что все функции и функционалы сколь угодно гладки и не имеют особенностей).
Иными словами, если можно представить вариацию
{\displaystyle \delta \Phi =\Phi [f+\delta f]-\Phi [f]}
в виде
{\displaystyle \delta \Phi =\int A(x)\delta f(x)\,dx}, где {\displaystyle A} — некоторая функция {\displaystyle x},
то {\displaystyle A} есть вариационная производная {\displaystyle \Phi } по {\displaystyle f} («по {\displaystyle f}» здесь означает, что остальные аргументы или параметры не меняются; речевой оборот «по {\displaystyle f}» можно опустить в случае, когда точно определено, функционалом от какой функции рассматривается {\displaystyle \Phi }, что на практике может быть не ясным из самой его формулы, в которую могут входить и другие параметры и функции — см. также ниже). То есть
{\displaystyle {\frac {\delta \Phi }{\delta f}}=A.}
(А здесь разность интегралов сводится в один интеграл.)
- Для функционала {\displaystyle \Phi [f]=\int \limits _{1}^{2}f(x)\,dx} имеем

{\displaystyle \delta \Phi =\delta \int \limits _{1}^{2}f(x)\,dx=\int \limits _{1}^{2}\left(f(x)+\delta f(x)\right)\,dx-\int \limits _{1}^{2}f(x)\,dx=\int \limits _{1}^{2}\delta f(x)\,dx\Rightarrow {\frac {\delta \Phi }{\delta f}}=1.}
- Для функционала {\displaystyle \Phi [f]=\int \limits _{1}^{2}K(x)f(x)\,dx} вариационная производная вычисляется как:

{\displaystyle \delta \Phi =\delta \int \limits _{1}^{2}K(x)f(x)\,dx=\int \limits _{1}^{2}\delta (K(x)f(x))\,dx=\int \limits _{1}^{2}K(x)\delta f(x)\,dx\Rightarrow {\frac {\delta \Phi }{\delta f}}=K(x).}
- Для функционала {\displaystyle \Phi [f]=\int \limits _{1}^{2}L(f(x))\,dx}

{\displaystyle \delta \Phi =\delta \int \limits _{1}^{2}L(f(x))\,dx=\int \limits _{1}^{2}\delta L(f(x))\,dx=\int \limits _{1}^{2}{\frac {\partial L}{\partial f}}\delta f(x)\,dx\Rightarrow {\frac {\delta \Phi }{\delta f}}={\frac {\partial L}{\partial f}}.}
Если выразить бесконечно малую разность функции {\displaystyle \delta L(f)} через её производную и разность аргумента {\displaystyle \delta f}, получается:
{\displaystyle \delta L={\frac {\partial L}{\partial f}}\delta f.}
Легко видеть, что это определение обобщается на любую размерность интеграла. Для {\displaystyle n}-мерного случая верна прямо обобщающая одномерный случай формула:
{\displaystyle \delta \Phi =\int \limits _{\Omega }\left({\frac {\delta \Phi }{\delta f}}\right)\delta f(x)\,d^{n}x.}
Так же легко обобщается понятие вариационной производной на случай функционалов от нескольких аргументов:
{\displaystyle \delta \Phi [f,\;g,\;\ldots ]=\int \limits _{\Omega }\left({\frac {\delta \Phi }{\delta f}}\delta f(x)+{\frac {\delta \Phi }{\delta g}}\delta g(x)+\ldots \right)\,d\Omega .}
(В здесь разность интегралов сводится в один интеграл.)
- Для функционала {\displaystyle \Phi [f]=\int \limits _{1}^{2}\int \limits _{3}^{4}L(f(x,\;y))\,dx\,dy} многомерный случай вариационной производной вычисляется как:

{\displaystyle \delta \Phi =\delta \int \limits _{1}^{2}\int \limits _{3}^{4}L(f(x,\;y))\,dx\,dy=\int \limits _{1}^{2}\int \limits _{3}^{4}\delta L(f(x,\;y))\,dx\,dy=\int \limits _{1}^{2}\int \limits _{3}^{4}{\frac {\partial L}{\partial f}}\delta f(x,\;y)\,dx\,dy\Rightarrow {\frac {\delta \Phi }{\delta f}}={\frac {\partial L}{\partial f}}.}
- Для функционала {\displaystyle \Phi [f,\;g]=\int \limits _{1}^{2}L(f(x),\;g(x))dx} имеем

{\displaystyle \delta \Phi =\delta \int \limits _{1}^{2}L(f(x),\;g(x))\,dx=\int \limits _{1}^{2}\delta L(f(x),\;g(x))\,dx=\int \limits _{1}^{2}\left({\frac {\partial L}{\partial f}}\delta f(x)+{\frac {\partial L}{\partial g}}\delta g(x)\right)\,dx\Rightarrow {\frac {\delta \Phi }{\delta f}}={\frac {\partial L}{\partial f}},\;{\frac {\delta \Phi }{\delta g}}={\frac {\partial L}{\partial g}}.}
Выражая бесконечно малую разность функции нескольких аргументов как полный дифференциал, получим:
{\displaystyle \delta L={\frac {\partial L}{\partial f}}\delta f+{\frac {\partial L}{\partial g}}\delta g.}

### Вариации и вариационные производные второго и высших порядков
Как это описано выше для первого порядка, можно ввести понятие второй вариации и второй вариационной производной функционала, а также {\displaystyle n}-й вариации и {\displaystyle n}-й вариационной производной:
{\displaystyle \delta ^{2}\Phi ,\;{\frac {\delta ^{2}\Phi [f]}{\delta f^{2}}},\;\delta ^{n}\Phi ,\;{\frac {\delta ^{n}\Phi [f]}{\delta f^{n}}}.}
Для функционалов, зависящих от нескольких функций, можно также ввести понятие смешанных вариационных производных разного порядка, например:
{\displaystyle {\frac {\delta ^{3}\Phi [f,\;g]}{\delta f^{2}\delta g}}.}
Здесь мы не будем останавливаться на этом подробно, всё делается полностью аналогично введению соответствующих дифференциалов и производных для функции конечномерного аргумента.
Функционал вблизи конкретной точки в пространстве функций раскладывается в ряд Тейлора, если, конечно, вариационные производные всех порядков существуют. Как и в конечномерных случаях, сумма конечного числа членов этого ряда даёт значение функционала с определённой точностью (соответствующего порядка малости) лишь при небольших отклонениях его аргумента (при бесконечно малых). Кроме того, как и в случае функций конечномерного аргумента, ряд Тейлора (сумма всех членов) может не сходиться к функционалу, в него разложенному, при любых ненулевых конечных смещениях, хотя такие случаи достаточно редки в приложениях.

### Применение вариационного исчисления
Хотя задачи, к которым применимо вариационное исчисление, заметно шире, в приложениях они главным образом сводятся к двум основным задачам:
1. нахождение точек в пространстве функций, на котором определён функционал — точек стационарного функционала, стационарных функций, линий, траекторий, поверхностей и т. п., то есть нахождение для заданного {\displaystyle \Phi [f]} таких {\displaystyle f}, для которых {\displaystyle \delta \Phi =0} при любом (бесконечно малом) {\displaystyle \delta f}, или, иначе, где {\displaystyle {\frac {\delta \Phi }{\delta f}}=0},
2. нахождение локальных экстремумов функционала, то есть в первую очередь определение тех {\displaystyle f}, на которых {\displaystyle \Phi [f]} принимает локально экстремальные значения — нахождение экстремалей (иногда также определение знака экстремума).

Очевидно, обе задачи тесно связаны, и решение второй сводится (при должной гладкости функционала) к решению первой, а затем проверке, действительно ли достигается локальный экстремум (что делается независимо вручную, или — более систематически — исследованием вариационных производных второго и, если все они одного знака и хотя бы одна из них равна нулю, то и более высокого порядка). В описанном процессе выясняется и тип экстремума. Нередко (например, когда функция стационарного функционала единственная, а все изменения функционала при любом большом возмущении имеют один и тот же знак) решение вопроса, экстремум ли это и какого он типа, заранее очевидно.
При этом очень часто задача (1) оказывается не менее или даже более важной, чем задача (2), даже когда классификация стационарной точки неопределённа (то есть она может оказаться минимумом, максимумом или седловой точкой, а также слабым экстремумом, точкой, вблизи которой функционал точно постоянен или отличается от постоянного в более высоком порядке, чем второй). Например, в механике (и вообще в физике) кривая или поверхность стационарной потенциальной энергии означает равновесие, а вопрос, является ли она экстремалью, связан лишь с вопросом об устойчивости этого равновесия (который далеко не всегда важен). Траектории стационарного действия отвечают возможному движению, независимо от того, минимально действие на такой траектории, максимально, или седловидно. То же можно сказать о геометрической оптике, где любая линия стационарного времени (а не только минимального, как в простой формулировке принципа наименьшего времени Ферма) соответствует возможному движению светового луча неоднородной оптической среде. Есть системы, где вообще нет экстремалей, но стационарные точки существуют.
Способы нахождения условных экстремумов и условных стационарных точек (см. ниже) делают вариационное исчисление ещё более мощным орудием решения обеих задач.

### Техника варьирования
Главным и обычным техническим приемом при нахождении вариационной производной интегрального функционала {\displaystyle \Phi [f]}, в подынтегральное выражение которого входит не только значение функции {\displaystyle f} в точке {\displaystyle x}, но и значения её производных, то есть не только {\displaystyle f(x)}, но и {\displaystyle df/dx}, {\displaystyle d^{2}f/dx^{2}} и так далее (в принципе могут входить производные любого порядка, хотя в практических задачах порядки выше второго, встречаются гораздо реже, а чаще всего порядок производных не выше первого; производные же какого-то порядка входят в практически интересные функционалы едва ли не всегда: например, такой функционал, как длина кривой, содержит производные первого порядка, а потенциальная энергия изогнутого упругого стержня — производные по меньшей мере второго порядка), служит интегрирование по частям. Оно, вслед за достаточно прозрачной и очевидной записью выражения вариации функционала прямо по рецепту, описанному в статье выше, позволяет достичь цели: нахождения вариационной производной.
Само выражение для вариации функционала выписывается достаточно прямо и просто. Но при этом возникает одно типичное неудобство,
заключающееся в том, что при этом в выражении {\displaystyle \delta \Phi [f]} появляются под интегралом не только члены с {\displaystyle \delta f}, но и с {\displaystyle \delta (df/dx)}. Это неудобство устраняется интегрированием по частям.
Рассмотрим это сначала на простом частном примере, а затем на общем.
Пример:
Пусть требуется найти вариационную производную функционала
{\displaystyle \Phi [f]=\int \limits _{1}^{2}\left((f'(x))^{2}+(f(x))^{3}\right)\,dx,}
где штрихом обозначена производная по {\displaystyle x}, и найти {\displaystyle f(x)}, для которых значение {\displaystyle \Phi } экстремально.
Нетрудно выписать
{\displaystyle \delta \Phi =\delta \int \limits _{1}^{2}\left((f'(x))^{2}+(f(x))^{3}\right)\,dx=\int \limits _{1}^{2}\left(\delta \left((f'(x))^{2}\right)+\delta \left((f(x))^{3}\right)\right)\,dx=}
{\displaystyle =\int \limits _{1}^{2}\left(2f'(x)\delta (f'(x))+3(f(x))^{2}\delta f(x)\right)\,dx.}
Очевидно, операцию взятия производной по {\displaystyle x} свободно можно поменять местами с операцией {\displaystyle \delta }. Тогда
{\displaystyle \delta \Phi =\int \limits _{1}^{2}\left(2f'(x)(\delta f(x))'+3(f(x))^{2}\delta f(x)\right)\,dx.}
Теперь, чтобы {\displaystyle \delta f(x)} не стояло под знаком производной, мешающим вынести за скобки {\displaystyle \delta f(x)} из обоих членов (оставшееся в скобках суть вариационная производная), надо в первом слагаемом воспользоваться интегрированием по частям:
{\displaystyle \delta \Phi =\int \limits _{1}^{2}2f'(x)(\delta f(x))'\,dx+\int \limits _{1}^{2}3(f(x))^{2}\delta f(x)\,dx=}
{\displaystyle =2f'(x)\delta f(x){\bigg |}_{1}^{2}-\int \limits _{1}^{2}(2f'(x))'\delta f(x)\,dx+\int \limits _{1}^{2}3(f(x))^{2}\delta f(x)\,dx.}
Теперь можно опять превратить сумму интегралов в один и вынести за скобки {\displaystyle \delta f}:
{\displaystyle \delta \Phi =2f'(x)\delta f(x){\bigg |}_{1}^{2}-\int \limits _{1}^{2}(2f'(x))'\delta f(x)\,dx+\int \limits _{1}^{2}3(f(x))^{2}\delta f(x)\,dx=}
{\displaystyle =2f'(x)\delta f(x){\bigg |}_{1}^{2}+\int \limits _{1}^{2}\left(-(2f'(x))'\delta f(x)+3(f(x))^{2}\delta f(x)\right)\,dx=}
{\displaystyle =2f'(x)\delta f(x){\bigg |}_{1}^{2}+\int \limits _{1}^{2}\left(-(2f'(x))'+3(f(x))^{2}\right)\delta f(x)\,dx,}
оставив граничный член {\displaystyle 2f'(x)\delta f(x){\bigg |}_{1}^{2}=2f'(2)\delta f(2)-2f'(1)\delta f(1)}, стоящим отдельно.
Граничный член можно приравнять нулю, решив тем самым задачу нахождения вариационной производной (действительно, она по определению есть то, что стоит под интегралом в больших скобках, соответствовать определению мешает только граничный член). Объяснение факта равенства нулю граничного члена не слишком строго (см. примечание), но ограничимся им, чтобы сосредоточить внимание на главном.
Для начала зафиксируем {\displaystyle f} в граничных точках, тогда граничный член исчезнет, так как {\displaystyle \delta f} должно будет при такой фиксации обращаться в ноль при {\displaystyle x=1} и {\displaystyle x=2}. Для многих задач такая фиксация граничных условий имеет место изначально. При поиске экстремума и вариационной производной на классе функций с такими граничными условиями граничный член можно просто отбросить. Но если граничные условия не наложены самой задачей, их можно наложить искусственно, решить задачу для фиксированных условий, а затем среди множества решений для разных граничных условий можно выбрать оптимальное (это обычно не составляет труда). Короче говоря, решение задачи с обнулением граничного члена содержит в себе среди прочих и решение первоначальной задачи, нужно лишь сузить класс уже найденных решений, меняя {\displaystyle f(1)} и {\displaystyle f(2)} и подобрав среди них лучшее. (Более аккуратный и общий подход — см. ниже).
Таким образом, здесь под вариационной производной будем понимать вариационную производную по классу функций с фиксированными концами, которая (при поиске экстремали и в подобных задачах) будучи приравненной нулю, определяет поведение функции внутри отрезка {\displaystyle [1;\;2]}. В этом смысле, для нашего примера имеем:
{\displaystyle {\frac {\delta \Phi }{\delta f}}=(-2f'(x))'+3(f(x))^{2},}
а необходимое условие экстремальности состоит в равенстве её нулю, то есть имеем уравнение для {\displaystyle f}:
{\displaystyle -2f''(x)+3(f(x))^{2}=0.\ }
Решение этого дифференциального уравнения даст явный вид {\displaystyle f(x)}, но задача нахождения решений дифференциального уравнения лежит уже за рамками вариационного исчисления. Задача последнего ограничена получением такого уравнения и, возможно, дополнительных условий, ограничивающих класс допустимых решений.
Пример в более общей записи:
Пусть требуется найти вариационную производную функционала (предыдущий пример есть частный случай этого и может служить к нему иллюстрацией):
{\displaystyle \Phi [f]=\int \limits _{a}^{b}L\left(f(x),f'(x),f''(x),...)\right)\,dx,}
где штрихом обозначена производная по {\displaystyle x}, двумя штрихами — вторая производная по {\displaystyle x}, и могут ещё иметься производные высших порядков, обозначенные многоточием, и найти {\displaystyle f(x)}, для которых значение {\displaystyle \Phi } экстремально.
Здесь под L понимается некоторая (как правило, вполне определённая и конкретная для каждой конкретной задачи, как в примере выше, но здесь записанная для общности абстрактно) функция нескольких аргументов. Значения производных функции f в каждой точке области интегрирования (которая здесь обозначена как отрезок, но может представлять собой и всю числовую ось) подставляются как аргументы в L, после чего производится интегрирование по x.
Нетрудно выписать
{\displaystyle \delta \Phi =\delta \int \limits _{a}^{b}L\left(f(x),f'(x),f''(x),...)\right)\,dx} =
{\displaystyle =\int \limits _{a}^{b}\left({\frac {\partial L}{\partial f}}\delta f(x)+{\frac {\partial L}{\partial f'}}\delta f'(x)+{\frac {\partial L}{\partial f''}}\delta f''(x)+...\right)\,dx,}
где под частными производными {\displaystyle {\frac {\partial L}{\partial f}},{\frac {\partial L}{\partial f'}},{\frac {\partial L}{\partial f''}}} итд подразумеваются просто частные производные функции L по её соответствующим аргументам, то есть в этой записи под {\displaystyle f,f',f''} понимаются просто соответствующие параметры (смысл же — нахождение бесконечно малой разности между
{\displaystyle L\left(f(x)+\delta f(x),(f(x)+\delta f(x))',(f(x)+\delta f(x))'',...\right)}
и
{\displaystyle L\left(f(x),f'(x),f''(x),...\right)}.
Очевидно, операцию взятия производной по {\displaystyle x} свободно можно поменять местами с операцией {\displaystyle \delta }, как это подробно разобрано в примере выше. Поэтому здесь мы просто не ставим скобок, указывающих порядок этих операций в выражениях
{\displaystyle \delta f'(x),\delta f''(x)} итд.
Теперь, чтобы {\displaystyle \delta f(x)} не стояло под знаком производной, мешающего вынести за скобки {\displaystyle \delta f(x)} из всех членов подынтегрального выражения (оставшееся в скобках — и будет вариационная производная), надо (представив интеграл суммы как сумму интегралов) ко второму слагаемому применить интегрированием по частям, к третьему — применить интегрирование по частям два раза, к дальнейшим, содержащим высшие производные (которые тут обозначены многоточием) применять интегрирование по частям три и более раз, пока все штрихи не уйдут с {\displaystyle \delta f'''(x)} и т. д.:
{\displaystyle \int \limits _{a}^{b}\left({\frac {\partial L}{\partial f}}\delta f(x)+{\frac {\partial L}{\partial f'}}\delta f'(x)+{\frac {\partial L}{\partial f''}}\delta f''(x)+...\right)\,dx=\int \limits _{a}^{b}{\frac {\partial L}{\partial f}}\delta f(x)\,dx+\int \limits _{a}^{b}{\frac {\partial L}{\partial f'}}\delta f'(x)\,dx+\int \limits _{a}^{b}{\frac {\partial L}{\partial f''}}\delta f''(x)\,dx+...\,=}
{\displaystyle =\int \limits _{a}^{b}{\frac {\partial L}{\partial f}}\delta f(x)\,dx+{\frac {\partial L}{\partial f'}}\delta f(x){\bigg |}_{a}^{b}-\int \limits _{a}^{b}{\bigg (}{\frac {\partial L}{\partial f'}}{\bigg )}'\delta f(x)\,dx+{\frac {\partial L}{\partial f''}}\delta f'(x){\bigg |}_{a}^{b}-{\bigg (}{\frac {\partial L}{\partial f''}}{\bigg )}'\delta f(x){\bigg |}_{a}^{b}+\int \limits _{a}^{b}{\bigg (}{\frac {\partial L}{\partial f''}}{\bigg )}''\delta f(x)\,dx+...}
Теперь можно опять превратить сумму интегралов в один и вынести за скобки {\displaystyle \delta f}:
{\displaystyle \delta \Phi ={\frac {\partial L}{\partial f'}}\delta f(x){\bigg |}_{a}^{b}+{\frac {\partial L}{\partial f''}}\delta f'(x){\bigg |}_{a}^{b}-{\bigg (}{\frac {\partial L}{\partial f''}}{\bigg )}'\delta f(x){\bigg |}_{a}^{b}+...+\int \limits _{a}^{b}{\bigg (}{\frac {\partial L}{\partial f}}-{\bigg (}{\frac {\partial L}{\partial f'}}{\bigg )}'+{\bigg (}{\frac {\partial L}{\partial f''}}{\bigg )}''+...{\bigg )}\delta f(x)\,dx}
оставив граничный член стоящим отдельно.
Граничный член можно приравнять нулю, как это описано и объяснено в частном примере выше, а также — более аккуратно — в отдельных параграфах ниже, посвященных отдельно вопросам, связанным с граничным членом.
Таким образом, здесь под вариационной производной будем понимать вариационную производную по классу функций с фиксированными концами, которая (при поиске экстремали и в подобных задачах) будучи приравненной нулю, определяет поведение функции внутри отрезка {\displaystyle [a;\;b]}. В этом смысле, для нашего примера имеем:
{\displaystyle {\frac {\delta \Phi }{\delta f}}={\frac {\partial L}{\partial f}}-{\bigg (}{\frac {\partial L}{\partial f'}}{\bigg )}'+{\bigg (}{\frac {\partial L}{\partial f''}}{\bigg )}''+...,}
а необходимое условие экстремальности состоит в равенстве её нулю, то есть имеем уравнение для {\displaystyle f}:
{\displaystyle {\frac {\partial L}{\partial f}}-{\bigg (}{\frac {\partial L}{\partial f'}}{\bigg )}'+{\bigg (}{\frac {\partial L}{\partial f''}}{\bigg )}''+...=0.\ }
- (Подставив сюда конкретный вид функции L, получаем вместо этой записи конкретное уравнение, например, подставив в этот общий вид уравнения функцию в соответствии с частным примером, разобранным выше, а именно {\displaystyle L(f,f')=f^{3}+f'^{2},\ } получим и соответствующий тому примеру частный вид уравнения, так как здесь {\displaystyle {\frac {\partial L}{\partial f}}=3f^{2},{\frac {\partial L}{\partial f'}}=2f',} а производных второго и высших (обозначенных многоточием) порядков — просто нет — они все равны нулю).

Решение же такого дифференциального уравнения, как уже было сказано выше, в принципе дает явный вид {\displaystyle f(x)}, что, впрочем лежит за рамками вариационного исчисления, ограничивающегося получением дифференциального уравнения и, возможно, дополнительных условий, ограничивающих класс допустимых решений (в связи с анализом граничного члена).

### Использование обобщённых функций
В этом разделе рассматривается такой частный, но практически важный, случай применения обобщённых функций при решении вариационных задач, как использование дельта-функции Дирака.
Использование {\displaystyle \delta }-функции (не следует путать её обозначение {\displaystyle \delta (x)} с символом вариации!), как и использование обобщённых функций вообще, позволяет значительно расширить класс функционалов, которые могут быть записаны в форме интегральных функционалов, и к которым, следовательно, применимы основные приёмы варьирования (описанные выше). При этом в число функционалов, записываемых в такой форме, попадают такие практически важные функционалы, как краевые функционалы, что сильно облегчает работу с ними и делает её систематичной.
- Для облегчения восприятия данного раздела, будем выделять дельта-функцию жирным шрифтом: {\displaystyle {\boldsymbol {\delta }}} — чтобы отличать от символа вариации.

Рассмотрим простой пример. Пусть надо найти функцию {\displaystyle f(x)}, минимизирующую функционал {\displaystyle W[f]={\frac {1}{2}}\int \limits _{0}^{1}(f'(x))^{2}\,dx} притом, что на неё наложены условия {\displaystyle f(0)=10,\;f(1)=20}.
Для того, чтобы было удобно решать эту задачу, наложенные условия полезно записать в виде {\displaystyle \Gamma _{0}[f]=10,\;\Gamma _{1}[f]=20} (в этом случае, {\displaystyle \Gamma _{0}[f]=f(0),\;\Gamma _{1}[f]=f(1)} суть функционалы). Не ограничиваясь этим, используя основное свойство дельта-функции, запишем {\displaystyle \Gamma _{0}} и {\displaystyle \Gamma _{1}} в интегральной форме:
{\displaystyle \Gamma _{0}[f]=\int \limits _{-\infty }^{+\infty }{\boldsymbol {\delta }}(x-0)f(x)\,dx,}
{\displaystyle \Gamma _{1}[f]=\int \limits _{-\infty }^{+\infty }{\boldsymbol {\delta }}(x-1)f(x)\,dx.}
Теперь можно (расширив область интегрирования в определении {\displaystyle W}, хотя бы на бесконечно малую величину, за пределы отрезка {\displaystyle [0;1]}) свободно складывать и вычитать функционалы {\displaystyle W,\;\Gamma _{0},\;\Gamma _{1}}, что позволяет формально просто свести решение исходной задачи к задаче об условном экстремуме функционала (см. ниже), сводящейся к отысканию экстремума нового функционала {\displaystyle V=W-\lambda _{0}\Gamma _{0}-\lambda _{1}\Gamma _{1}} с постоянными множителями {\displaystyle \lambda _{0},\;\lambda _{1}}, конкретные значения которых после решения задачи по отысканию минимума {\displaystyle V} нужно подобрать, решив соответствующие алгебраические уравнения. Таким образом, граничные условия будут удовлетворены. А главное, функционал {\displaystyle V} при этом будет иметь вполне прозрачную интегральную форму, удобную для варьирования.
Сходный приём удобен при наложении на искомую функцию не граничных условий, а условий удовлетворения некоторому уравнению в каждой точке {\displaystyle x}.

### Условные экстремумы
- Для краткости будем говорить в этом разделе об условных экстремумах, однако всё здесь написанное ра́вно приложимо к нахождению стационарных точек вообще.

Условным экстремумом называется экстремум не на всей области определения функции (функционала), а на определённом её подмножестве, выделяемом специально наложенным условием (или условиями). Обычно, речь идёт о выделении этим условием (условиями) подмножества области определения с меньшей размерностью, что для конечномерных областей имеет определённый наглядный смысл, но для бесконечномерных (каковы обычно области определения функционалов) налагаемые условия приходится рассматривать лишь абстрактно (что теоретически не мешает иметь в виду полезную аналогию с конечномерным случаем).
Пусть надо найти экстремум функционала {\displaystyle \Phi [f]} при некотором наложенном условии.
Как обычно, тривиальный случай, когда наложенное условие сводится к явному выражению чего-то через что-то (например, если известно, что {\displaystyle f=\mathrm {const} \cdot \sin(x)+\mathrm {const} '\cdot \cos(x)}), нет смысла специально рассматривать, так как это приводит просто к некоторому переписыванию функционала в новом виде (или даже к сведению функционала к функции конечного количества переменных).
Рассмотрения заслуживает случай, когда налагаемое в виде равенства нулю (в общем случае, константе) неких других функционалов (одного или нескольких), или наложение на искомую функцию уравнения, которому она должна удовлетворять.
Типичный случай первой задачи с одним наложенным условием — изопериметрическая задача (например, задача Дидоны). Примером второго типа условия может быть наложение в некоторых физических задачах требования подчинению уравнению непрерывности (для стационарных задач — его стационарного варианта {\displaystyle \mathrm {div} {\vec {v}}=0}).
Основные виды задачи на условный экстремум, которые имеет смысл рассмотреть, таковы:
1. Надо найти экстремум функционала {\displaystyle U[f]\ } при условии равенства нулю другого функционала {\displaystyle V[f]=0\ }; (то, что в правой части нуль, не нарушает общности).
2. Надо найти экстремум функционала {\displaystyle U[f]\ } при условии {\displaystyle V_{1}[f]=0,\;V_{2}[f]=0,\;\ldots ,\;V_{N}[f]=0}.
3. Надо найти экстремум функционала {\displaystyle U[f]\ } при условии выполнения для {\displaystyle f\ } уравнения {\displaystyle v(f,\;f',\;f'',\;\ldots ,\;f^{(n)})=0}, где {\displaystyle v\ } — некоторая функция {\displaystyle f\ } и/или производных {\displaystyle f\ }, обозначенных штрихами.

(Третий тип условия выписан здесь не в самом общем виде, но для наших целей этого достаточно.)
К первым двум случаям практически прямо (на принятом сейчас нами уровне строгости нет смысла проводить тут границу между случаем функций конечномерного аргумента, и функционалами) применим метод неопределенных множителей Лагранжа. А именно, для нахождения условного экстремума {\displaystyle U[f]\ } при наложении соответствующих условий, нужно решить вариационную задачу для функционала {\displaystyle {\hat {U}}[f]=U[f]-\lambda V[f]} в первом и {\displaystyle {\hat {U}}[f]=U[f]-\lambda _{1}V_{1}[f]-\lambda _{2}V_{2}[f]-\dots -\lambda _{N}V_{N}[f]} во втором случае, а затем подобрать (решив уравнение {\displaystyle d{\hat {U}}/d\lambda =0} в первом случае и N уравнений с частными производными по каждому из {\displaystyle \lambda _{i}} во втором) такие {\displaystyle \lambda }, которые реализуют минимум в найденном семействе функций f, для которого эти {\displaystyle \lambda } являются параметрами. То есть, что касается вариационного исчисления, то ключевым моментом является нахождение и приравнивание нулю вариации (или вариационной производной) для некоего нового функционала {\displaystyle {\hat {U}}[f]}, для этих двух случаев:
1. {\displaystyle \delta {\hat {U}}=\delta (U-\lambda V)=0,}
2. {\displaystyle \delta {\hat {U}}=\delta (U-\lambda _{1}V_{1}-\lambda _{2}V_{2}-\dots -\lambda _{N}V_{N})=\delta (U-\sum _{i}\lambda _{i}V_{i})=0,}

Третий же случай рассмотрим здесь для интегрального функционала {\displaystyle U[f]=\int \limits _{\Omega }\dots d\Omega }.
Тогда нахождение условного экстремума сводится сначала к варьированию функционала
{\displaystyle {\hat {U}}[f]=U[f]-\int \limits _{\Omega }\lambda (x)v(f,\;f',\;f'',\;\ldots ,\;f^{(n)})d\Omega }
{\displaystyle \int \limits _{\Omega }{\bigg (}\dots -\lambda (x)v(f,\;f',\;f'',\;\ldots ,\;f^{(n)}){\bigg )}d\Omega },
где {\displaystyle x} — переменная, принадлежащая области интегрирования {\displaystyle \Omega } (одномерной или n-мерной), а {\displaystyle \lambda (x)} — некая неопределенная функция x, которая войдет в уравнение, полученное после вычисления вариационной производной и приравнивания её нулю.
Обоснованием такого решения для случая 3 может служить представление для каждой точки {\displaystyle x_{0}} из {\displaystyle \Omega } выполнения равенства {\displaystyle v(f(x_{0}),f'(x_{0}),\dots ,f^{(n)}(x_{0}))=0} в {\displaystyle x_{0}} как приравнивание нулю функционала {\displaystyle V_{x_{0}}=\int \limits _{\Omega }\delta (x-x_{0})\lambda (x_{0})v(f,\;f',\;f'',\;\ldots ,\;f^{(n)})d\Omega } с использованием дельта-функции Дирака. Далее можно считать на рассматриваемом здесь неформальном уровне очевидным, что задача стала аналогичной варианту 2, и, после суммирования по всем {\displaystyle x_{0}}, её решение сводится к описанному выше.
Таким образом, ключевой момент с точки зрения вариационного исчисления в нахождении условного экстремума третьего типа сводится к
3.{\displaystyle \delta {\hat {U}}=\delta \int \limits _{\Omega }{\bigg (}\dots -\lambda (x)v(f,\;f',\;f'',\;\ldots ,\;f^{(n)}){\bigg )}d\Omega =0.}
- Под производными при многомерном x можно иметь в виду, например, частные производные разного порядка, в том числе смешанные.

## Уравнение Эйлера — Лагранжа
Одним из основных классических результатов вариационного исчисления, имеющих огромное практическое значение, являются уравнения Эйлера — Лагранжа — дифференциальные уравнения, которым должна удовлетворять функция, являющаяся стационарной для довольно общего в своем классе и очень важного вида интегрального функционала (а значит и функция, на которой такой функционал достигает локального экстремума, также должна удовлетворять этим уравнениям).
Достаточно стандартным для получения уравнений Эйлера — Лагранжа является обычный путь с нахождением вариационной производной и приравнивании её нулю или практически совпадающий с ним способ выписывания вариации с использованием стандартных обозначений, как это описано выше.
Здесь же для расширения типов примеров приводится вывод уравнений Эйлера — Лагранжа с использованием производной функционала по направлению.

### Вывод с использованием производной по направлению. Частный пример
Для гладких функций вещественной переменной или конечномерного векторного аргумента максимум и минимум заданной функции может быть найден путём нахождения точек, в которых производная обращается в нуль (по крайней мере, это необходимое условие экстремума). Аналогично решение гладких задач вариационного исчисления может быть получено путём решения соответствующего уравнения Эйлера — Лагранжа.
Чтобы проиллюстрировать этот процесс, рассмотрим сначала конкретную задачу нахождения кратчайшей кривой на плоскости, соединяющей две точки {\displaystyle (x_{1},\;y_{1})} и {\displaystyle (x_{2},\;y_{2})}. Длина кривой определяется выражением
{\displaystyle A[f]=\int \limits _{x_{1}}^{x_{2}}{\sqrt {1+[f'(x)]^{2}}}\,dx,}
где
{\displaystyle f'(x)={\frac {df}{dx}},}
и где {\displaystyle y=f(x)}, {\displaystyle f(x_{1})=y_{1}} и {\displaystyle f(x_{2})=y_{2}}. Функция {\displaystyle f} должна иметь хотя бы одну производную. Если {\displaystyle f_{0}} — локальный минимум и {\displaystyle f_{1}} — подходящая функция, обращающаяся в нуль в граничных точках {\displaystyle x_{1}} и {\displaystyle x_{2}} и имеющая хотя бы первую производную, тогда мы получим
{\displaystyle A[f_{0}]\leqslant A[f_{0}+\varepsilon f_{1}]}
для любого {\displaystyle \varepsilon }, близкого к 0. Следовательно, производная {\displaystyle A[f_{0}+\varepsilon f_{1}]} по {\displaystyle \varepsilon } (соответствующая, с точностью до ненулевого множителя, первой вариации {\displaystyle A}, вычисленной через производную по направлению) должна обращаться в нуль при {\displaystyle \varepsilon =0} для любой функции {\displaystyle f_{1}}. Таким образом,
{\displaystyle \int \limits _{x_{1}}^{x_{2}}{\frac {f_{0}'(x)f_{1}'(x)}{\sqrt {1+[f_{0}'(x)]^{2}}}}\,dx=0}
при любом выборе функции {\displaystyle f_{1}}. Если предположить, что {\displaystyle f_{0}} имеет вторую непрерывную производную, тогда можно воспользоваться формулой интегрирования по частям:
{\displaystyle \int \limits _{a}^{b}u(x)v'(x)\,dx=u(x)v(x){\bigg |}_{a}^{b}-\int \limits _{a}^{b}u'(x)v(x)\,dx.}
После замены
{\displaystyle u(x)={\frac {f_{0}'(x)}{\sqrt {1+[f_{0}'(x)]^{2}}}},\quad v'(x)=f_{1}'(x),}
получается
{\displaystyle u(x)v(x){\bigg |}_{x_{1}}^{x_{2}}-\int \limits _{x_{1}}^{x_{2}}f_{1}(x){\frac {d}{dx}}\left[{\frac {f_{0}'(x)}{\sqrt {1+[f_{0}'(x)]^{2}}}}\right]\,dx=0,}
но первое слагаемое обращается в нуль, поскольку {\displaystyle v(x)=f_{1}(x)} было выбрано таким образом, чтобы обращаться в нуль в точках {\displaystyle x_{1}} и {\displaystyle x_{2}}. Следовательно,
{\displaystyle \int \limits _{x_{1}}^{x_{2}}f_{1}(x){\frac {d}{dx}}\left[{\frac {f_{0}'(x)}{\sqrt {1+[f_{0}'(x)]^{2}}}}\right]\,dx=0}
для любой дважды дифференцируемой функции {\displaystyle f_{1}}, которая обращается в нуль на концах интервала. Это особый случай основной леммы вариационного исчисления:
{\displaystyle I=\int \limits _{x_{1}}^{x_{2}}f_{1}(x)H(x)\,dx=0}
для любой дифференцируемой функции {\displaystyle f_{1}(x)}, которая обращается в нуль на концах интервала. Поскольку {\displaystyle f_{1}(x)} есть произвольная функция в интервале интегрирования, можно сделать вывод, что {\displaystyle H(x)=0}. Тогда,
{\displaystyle {\frac {d}{dx}}\left[{\frac {f_{0}'(x)}{\sqrt {1+[f_{0}'(x)]^{2}}}}\right]=0.}
Из этого уравнения следует, что
{\displaystyle {\frac {d^{2}f_{0}}{dx^{2}}}=0.}
Таким образом, экстремумом в нашей задаче являются отрезки прямых линий.
- Легко заметить, что этот способ практически совпадает с обычным (использующим стандартные обозначения), если заменить {\displaystyle \varepsilon f_{1}} на {\displaystyle \delta f\ }.

### Вывод с использованием производной по направлению. Более общий случай
Подобные же вычисления можно провести и в общем случае, когда
{\displaystyle A[f]=\int \limits _{x_{1}}^{x_{2}}L(x,\;f,\;f')\,dx}
и {\displaystyle f} должна иметь две непрерывные производные. Повторяя рассуждения, находим экстремаль {\displaystyle f_{0}}, принимаем {\displaystyle f=f_{0}+\varepsilon f_{1}}, находим производную по {\displaystyle \varepsilon }, затем подставляем {\displaystyle \varepsilon =0}:
{\displaystyle \left.{\frac {dA}{d\varepsilon }}\right|_{\varepsilon =0}=\int \limits _{x_{1}}^{x_{2}}\left.{\frac {dL}{d\varepsilon }}\right|_{\varepsilon =0}\,dx=}
{\displaystyle =\int \limits _{x_{1}}^{x_{2}}\left({\frac {\partial L}{\partial f}}f_{1}+{\frac {\partial L}{\partial f'}}f'_{1}\right)\,dx=\int \limits _{x_{1}}^{x_{2}}\left({\frac {\partial L}{\partial f}}f_{1}-f_{1}{\frac {d}{dx}}{\frac {\partial L}{\partial f'}}\right)\,dx+\left.{\frac {\partial L}{\partial f'}}f_{1}\right|_{x_{1}}^{x_{2}}=}
{\displaystyle =\int \limits _{x_{1}}^{x_{2}}f_{1}\left({\frac {\partial L}{\partial f}}-{\frac {d}{dx}}{\frac {\partial L}{\partial f'}}\right)\,dx=0.}
Наконец, в силу основной леммы вариационного исчисления можно заключить, что функция {\displaystyle L} должна удовлетворять уравнению Эйлера — Лагранжа
{\displaystyle -{\frac {d}{dx}}{\frac {\partial L}{\partial f'}}+{\frac {\partial L}{\partial f}}=0.}
В общем случае, это уравнение является обыкновенным дифференциальным уравнением второго порядка, решив которое, можно найти экстремаль {\displaystyle f}.
Уравнение Эйлера — Лагранжа является необходимым, но не достаточным условием наличия экстремума. Дополнительные условия формулируются отдельно.